# Bogdan Nestorović

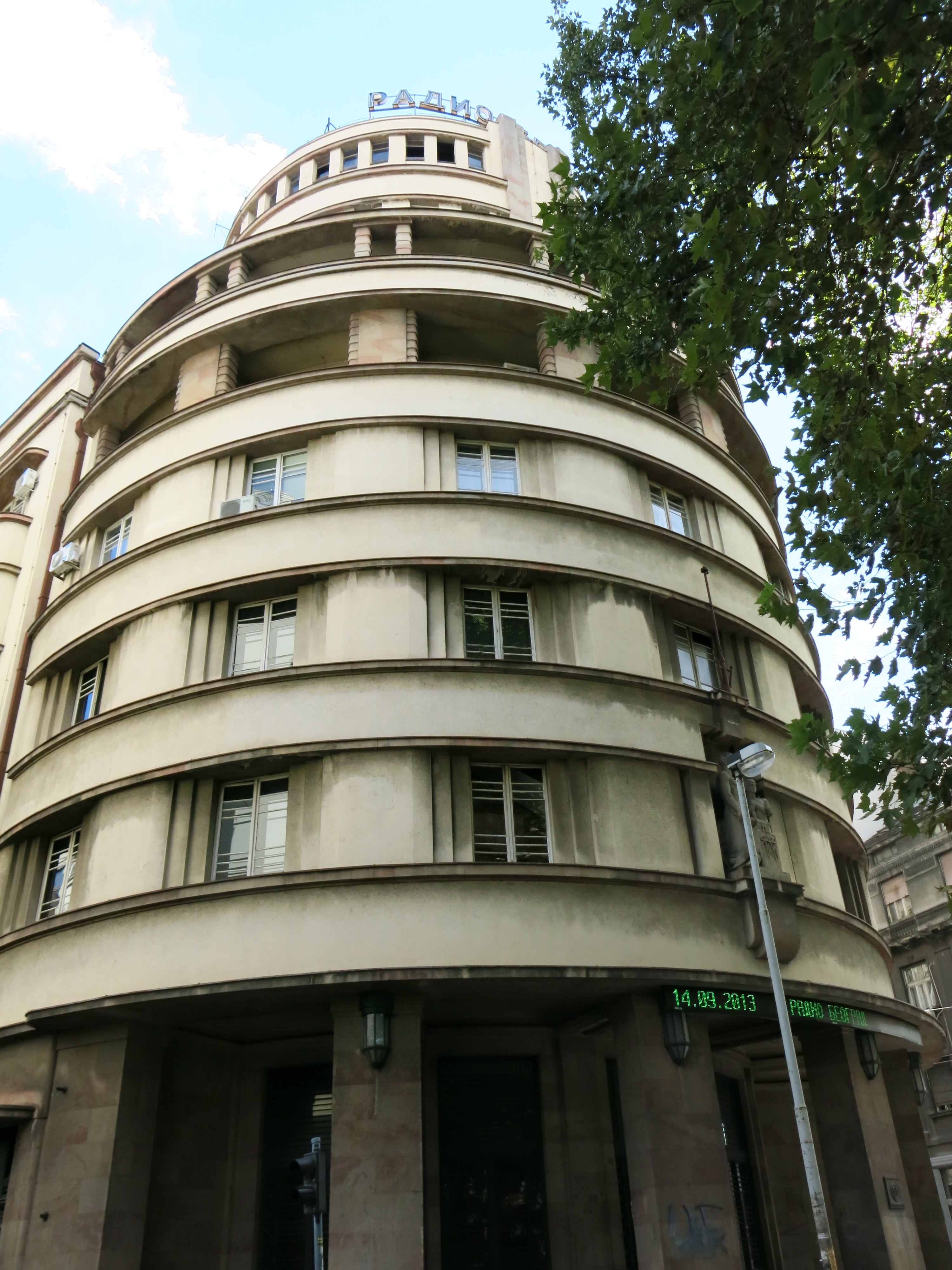
Dům řemesel (Zanatski dom/Занатски дом) v Bělehradě, podle Nestorovićova návrhu

Bogdan Nestorović (v srbské cyrilici Богдан Несторовић; 28. dubna 1901 Bělehrad, Srbské království – 28. prosince 1975 Bělehrad, Jugoslávie) byl srbský a později jugoslávský architekt.

## Život
Nestorovićův otec Nikola byl významným srbským architektem, který navrhl několik významných budov (např. Národní muzeum v Bělehradě, nebo budovu první bělehradské banky). Sám Branko studoval architekturu v Bělehradě (zakončil v roce 1923) a později také v Paříži. Díky tomu navázal dobré kulturní vztahy s francouzskými architekty. Většinu svého života strávil na Architektonickém oddělení Technické fakulty Univerzity v Bělehradě, kde přednášel technologii výstavby budov a poznávání jednotlivých architektonických stylů. Hlavní část vlastních budov realizoval před druhou světovou válkou.

## Práce
Mezi jeho známé objekty, které navrhl patří například budova tiskové agentury Tanjug, dále Dům Vitomira Konstantinoviće, Dům řemesel či budova národního muzea v Užici. Navrhl také řadu budov finanční správy po celé Jugoslávii. Je jedním ze spoluarchitektů chrámu svatého Sávy, který však začal být podstatněji budován až po Nestorovićově smrti.
V roce 1971 dostal ocenění Sedmojulska nagrada (Sedmého června) za celoživotní dílo.